# Gelo IX
Gelo IX é uma forma cristalina tetragonal do gelo. Pode ser formado pelo resfriamento rápido do gelo III em nitrogênio líquido ou pela transformação gradual do gelo III quando está a pressões entre 240 e 340 MPa e temperaturas entre 208 e 165 K. Possui uma estrutura de ligações de hidrogênio ordenadas e é levemente mais denso que o gelo III.